# はこだてクリスマスファンタジー実行委員会
はこだてクリスマスファンタジー実行委員会は、例年北海道函館市で行われる冬のイベント「はこだてクリスマスファンタジー」を主催する社団法人函館青年会議所が組織する。

## 沿革
1997年、函館に世界一のクリスマスツリーを作りたいと長らく願っていた当時の函館青年会議所の理事長が、函館の姉妹都市であるカナダ・ハリファックスを訪れた。そこでハリファックスの議会に直接交渉を行い、毎年20メートルを越えるクリスマスツリーが、函館へ贈呈されることとなった。その後函館に住む有志の市民や市民団体らの協力を得ることとなった他、ツリーの設置場所をイベントの開催3か月前になってようやく函館湾海上、金森赤レンガ倉庫群前に決定。1998年、第1回目のはこだてクリスマスファンタジーが行われた。

## 概要
実行委員会は事務局を函館市大手町に置く。内容は、スープなどの販売、運営・会場インフォメーション・着ぐるみなどのスタッフを行うボランティアスタッフ参加者の募集、自宅を電球などで装飾したイルミネーションの製作者の審査・表彰、並びにツリーコンテストの表彰、そして光るクリスマスツリーを形どったピンバッジなどの、はこだてクリスマスファンタジー・オリジナルグッズの販売などである。その他、巨大クリスマスツリーのイルミネーション点灯式、花火の打ち上げほか、イベントの実施を行う。